# Osez le féminisme !
Osez le féminisme ! est une association loi de 1901 féministe française. À l'origine un journal dont le premier numéro est paru en juin 2009, Osez le féminisme !, est devenu une association en novembre 2009, reconnue d'intérêt général en 2015. Elle est politiquement proche de la gauche et de l’extrême gauche. 
Les porte-paroles actuelles de l'association sont Alyssa Ahrabare, Ursula le Menn, Violaine De Filippis Abate et Elsa Labouret. 
Les anciennes portes-paroles sont notamment Raphaelle Remy-Leleu et Céline Piques.

## Création et historique
Le 5 avril 2009, des militantes issues notamment du Mouvement français pour le planning familial, du Parti socialiste, d'EELV, du Front de gauche et de l'UNEF, décident de mettre en ligne une pétition, mobilisant la société française contre la réforme Bachelot qui préconisait la baisse annoncée des crédits alloués au planning familial.
À la suite de ce mouvement populaire, elles décident de créer une nouvelle organisation et lancent un journal militant, dont le premier numéro est publié en juin 2009, et se donnent pour objectif de « faire augmenter le niveau de féminisme dans la société ». L'association organise un premier week-end de formation à Lyon, où se crée Osez le féminisme ![réf. nécessaire].
En juillet 2011, l’association compte un peu moins de 1 000 personnes adhérentes. En 2021-2022, l'association compte 1 001 personnes adhérentes.

## Principes et objectifs
Depuis novembre 2009, Osez le féminisme ! prend rapidement la forme d'un réseau assez informel doté d'un texte de référence. L'association publie un journal bimestriel, écrit par les adhérentes qui aborde la situation des femmes dans tous les domaines de la société et les questions liées aux inégalités femmes-hommes : violence contre les femmes, rôle des religions, maternité, place des femmes en politique, éducation, prostitution[réf. souhaitée].
L’association lance régulièrement des pétitions ou manifestations sous le nom de « campagnes », comme Fémicité, une campagne pour féminiser le nom des rues dans l'île de la Cité à Paris, LesBieFamily, contre la lesbophobie et la biphobie, Marre du rose, une campagne pour lutter contre les jouets stéréotypés avec Les Chiennes de garde, ou encore Reconnaissons le féminicide, une campagne pour la reconnaissance des féminicides et des meurtres sexistes.
Osez le féminisme ! maintient une présence médiatique via ces « campagnes » régulières, en ajustant ses positions et revendications en fonction de l’actualité. Elle prend parti dans des débats, comme ceux de la pénalisation des clients de la prostitution ou de la PMA pour les couples lesbiens, via des tribunes libres publiées dans la presse nationale française.
En octobre 2021, l'association a saisi le conseil des prud'hommes de Bobigny et met en cause Endemol Production et la société Miss France pour violation du droit du travail.

### Antennes locales
Depuis 2010, Osez le féminisme ! a développé un réseau d'antennes locales dans plusieurs départements français et à l'étranger. En 2014, l'association revendiquait une vingtaine de structures locales dans l'objectif de relayer des campagnes nationales et de décliner les questions du féminisme ancré dans un territoire.
Plusieurs antennes municipales, départementales et régionales ont mené des actions ou des campagnes locales de sensibilisation auprès du grand public, comme à Tours, dans le Calvados, le Puy-de-Dôme et le Lot, en Gironde et en Bretagne.

### Partenariats

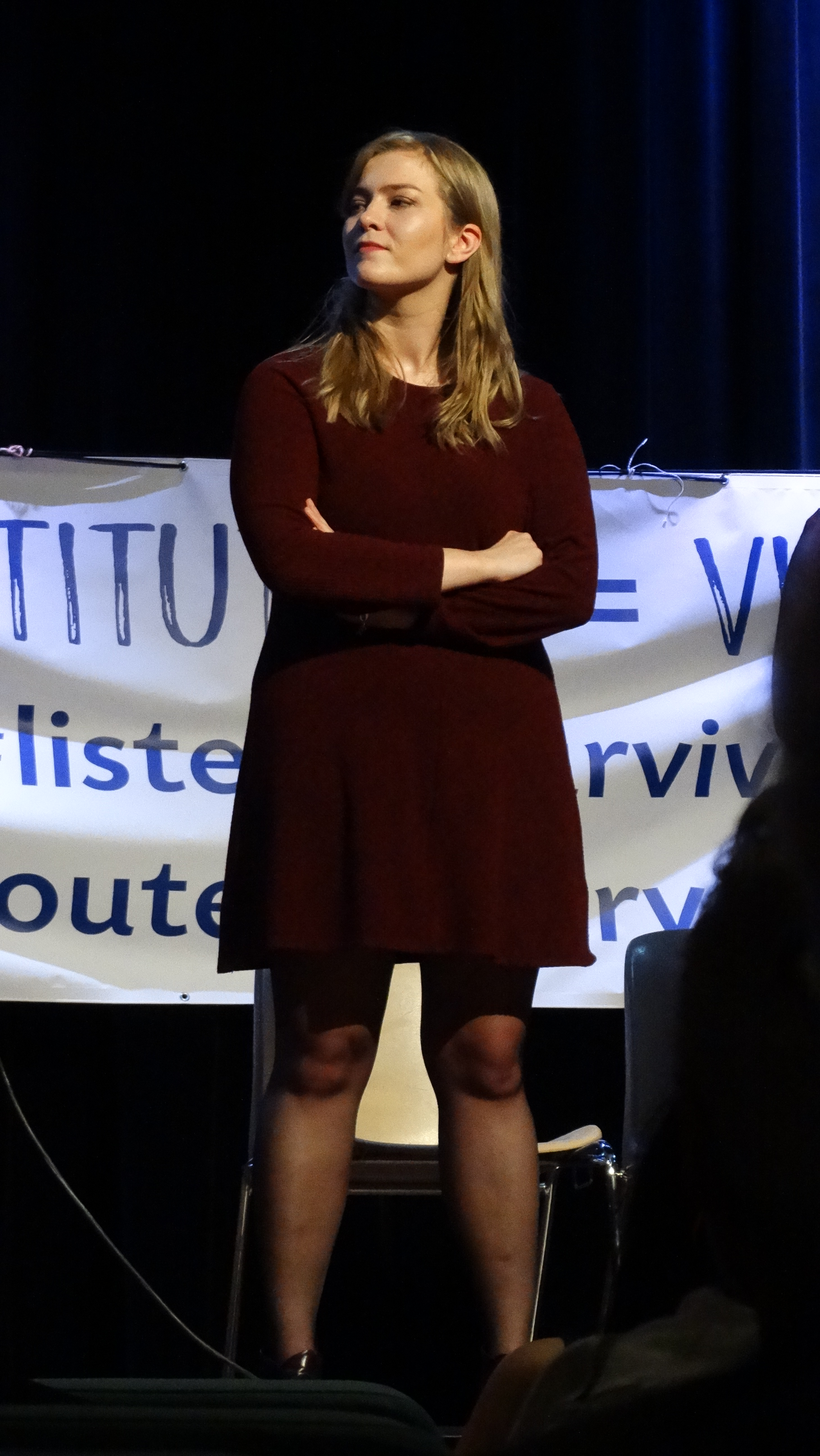
Raphaëlle Rémy-Leleu, porte-parole d'Osez le féminisme !, à l'événement international #MeToo & prostitution : Les survivantes brisent le silence !, novembre 2018, Paris.

Osez le féminisme ! a été à l'initiative de la création de plusieurs collectifs sur des questions féministes avec d'autres organisations du milieu associatif, politique ou syndical[réf. nécessaire] :
- Le collectif pour des femmes au Panthéon ;
- Le collectif des Féministes en mouvements, créé en juillet 2011 et qui regroupe une quarantaine d'associations féministes françaises[21] ;
- Le collectif des Jeunes pour l'abolition aux côtés de l'Union nationale des étudiants de France, l'Union nationale lycéenne, le Mouvement des jeunes socialistes, l'Union des étudiants communistes, le Mouvement jeunes communistes de France, les Effronté-e-s, la LMDE. Ils organisent ensemble fin 2013 un Tour de France de l'abolition de la prostitution et diffusent un court-métrage réalisé par Frédérique Pollet-Rouyer.
- Le collectif Inegale loi Travail composé d’associations, de syndicalistes et de militantes féministes, qui est à l'origine en 2016 d'une tribune et proposé un ensemble d'analyses sur l'impact de la loi El Khomri sur la condition des femmes[22]

L'association fait également partie de plusieurs collectifs comme le Collectif national pour les droits des femmes, Abolition 2012, le Collectif retraites 2013 et la Coordination française pour le lobby européen des femmes (CLEF).
Pour l'organisation d'événements d'information et de lutte contre la prostitution, Osez le féminisme ! s'est associée en France et à l'étranger avec des associations abolitionnistes telles que le Mouvement du Nid, CAP International, SPACE International, Kwanele et Apne Aap, par exemple pour le colloque international #MeToo & prostitution : Les survivantes brisent le silence ! tenu en novembre 2018 à Paris.

## Positionnements
L'association considère que « le féminisme n’est pas un combat de femmes. C’est un combat de société ».
Osez le féminisme ! a pris position en faveur du mariage homosexuel[réf. nécessaire] et souhaite que les couples de lesbiennes et les femmes célibataires aient le droit d'accéder à la procréation médicalement assistée.
L'association a également participé aux mobilisations lancées par les syndicats contre les réformes des retraites, pénalisant selon elle les femmes dont les retraites sont plus faibles que celles des hommes.
Osez le féminisme ! a une position abolitionniste concernant la prostitution, soutenant la pénalisation des clients et l’abrogation du délit de racolage passif. L'association a également pris position contre la gestation pour autrui,.
En 2016, Osez le Féminisme ! prend position contre les arrêtés anti-burkinis pris par certaines mairies de France. L'association, par son antenne grenobloise, prend également position en faveur du port du burkini dans les piscines municipales en juin 2019 à la suite de l'action de l'association Alliance citoyenne dans une campagne de désobéissance pour les droits civiques des femmes musulmanes.
Dans l'entre-deux-tours de l'élection présidentielle de 2017 qui oppose Marine Le Pen et Emmanuel Macron, Osez le féminisme ! appelle implicitement dans une tribune avec soixante autres associations à faire barrage à la candidate du Front national.
Concernant le litige judiciaire opposant « Osez le Féminisme ! » contre la production de « Miss France » :
- Le 18 octobre 2021, l'association « Osez le Féminisme ! » ainsi que 3 femmes n'ayant pas pu participer au concours de beauté et considérant avoir été victimes de discriminations à l’embauche[35], intentent une action en justice contre la production de « Miss France », émission symbolisant la « femme objet ». L'action en justice est portée en justice par l'avocate féministe Violaine de Filippis-Abate[36],[37] et se fonde sur 2 motifs : 
  - le non-respect de Code du travail (plus précisément, est soulignée l'absence de contrat de travail des Miss régionales) ;
  - et la perpétuation de discriminations illégales concernant les critères de recrutement des Miss régionales par la production de Miss France[35],[36].
- Le 18 octobre 2021, soit 1 jour après le dépôt de l'action en justice précédemment décrite, Alexia-Laroche Joubert, en tant que présidente de la SAS Miss France, affirmait : « C‘est un concours, ce n’est pas régi par le droit du travail !  »[38],[39],[35].
  - Dès novembre 2021, à la suite de l'action d'Osez le Féminisme ! et des 3 femmes se disant victimes de discriminations à l'embauche, la production de « Miss France » fait marche arrière en annonçant que les miss régionales auront dorénavant bien un contrat de travail, sans se prononcer encore sur les discriminations. Dès lors, les Miss régionales seront considérées comme des salariées pourvues d'un contrat de travail conforme au droit du travail[35], mais uniquement durant 3 jours (les deux jours de répétitions précédant le spectacle, ainsi que le jour du spectacle en lui-même)[36],[40],[41]. En effet, les Miss régionales n'auront pas de contrat de travail concernant les semaines de préparation précédant l'élection[41],[42].
- Au début de l’année 2022, les sociétés de production Miss France ont décidé de la suppression de certains critères illégaux dénoncés par l’association « Osez Le Féminisme ! », notamment les critères d'âge, de célibat, et de tatouages[36],[43].
- La production annonce que les candidates auront un contrat de travail[44] et supprime la plupart des clauses discriminantes[45].
- Le 6 janvier 2023, la décision du Conseil des Prud’hommes de Bobigny est rendue ; le Conseil des Prud’hommes : 
  - affirme être compétent pour juger le litige - et donc, il admet l’existence d’un travail et d’un processus de recrutement des miss - ;
  - mais il rejette le reste des demandes relatives aux discriminations[36],[46].

## Publications
- Osez le féminisme !, Audrey Messiaen, Catherine Vidal, Vie de Meuf : Le sexisme ordinaire illustré, Hugo et Compagnie, 2011, 130 p.  (ISBN 978-2755607710)
- Osez le féminisme !, Prostitution : 10 bonnes raisons d'être abolitionniste, Ixe, 2013, 128 p.  (ISBN 979-1090062184)
- Osez le féminisme !, Margaux Collet, Raphaëlle Remy-Leleu, Beyoncé est-elle féministe ? et autres questions pour comprendre le féminisme, 2018, 232 p.